# Robert Guelpa
Robert Antoine Guelpa (* 14. April 1901 in Paris; † 23. August 1974 ebenda) war ein französischer Ruderer. Er nahm gemeinsam mit André Pactat an den Olympischen Sommerspielen 1928 im Zweier ohne Steuermann teil und schied frühzeitig aus.